# Regional at Best
Regional at Best (2011) is het tweede album van Twenty One Pilots. Het was het eerste album waar Josh Dun aan meewerkte.

## Tracklist
1. Guns for Hands
2. Holding on to You
3. Ode to Sleep
4. Slowtown
5. Car Radio
6. Forest
7. Glowing Eyes
8. Kitchen Sink (featuring Zack Joseph)
9. Anathema
10. Lovely
11. Ruby
12. Trees
13. Be Concerned (featuring Jocef)
14. Clear
15. House Of Gold (Bonus Track)

De volgende nummers zijn ook op hun derde album ' Vessel' verschenen:
Ode To Sleep, Holding On To You, Car Radio, Guns For Hands en Trees.
Op de Europese versie van Vessel staan nog vier bonus tracks die ook op Regional at Best staan:
Glowing Eyes, Kitchen Sink, Lovely en Forest.